# 為栗駅
為栗駅（してぐりえき）は、長野県下伊那郡天龍村平岡にある、東海旅客鉄道（JR東海）飯田線の駅。難読駅名として知られている。
朝夕の一部普通列車は当駅を通過するが、一方で朝に上り1本のみ設定されている快速列車は隣の平岡駅まで各駅に停車するため当駅にも停車する。

## 歴史
- 1936年（昭和11年）8月19日：三信鉄道満島（現・平岡） - 温田間に為栗停留場として開業[1][2]。旅客駅[2]。
- 1943年（昭和18年）8月1日：三信鉄道線が飯田線の一部として国有化、運輸通信省（後の日本国有鉄道）に移管[3]。同時に為栗駅に昇格[2]。
  - 当時は、東海道本線浜松 - 名古屋間の各駅、飯田線の各駅、中央本線上諏訪 - 塩尻間の各駅と松本駅を発着する旅客のみ利用出来た[2]。
- 1952年（昭和27年）12月2日：旅客取扱区間制限廃止[2]。
- 1987年（昭和62年）4月1日：国鉄分割民営化に伴い、JR東海の駅となる[3]。
- 2013年（平成25年）
  - 9月：台風18号の影響により、平岡駅 - 天竜峡駅間は運休となり、バスによる代行輸送となる。
  - 10月10日：天竜峡駅 - 平岡駅間の運転を再開。

## 駅構造
単式ホーム1面1線を有する地上駅。飯田駅管理の無人駅である。

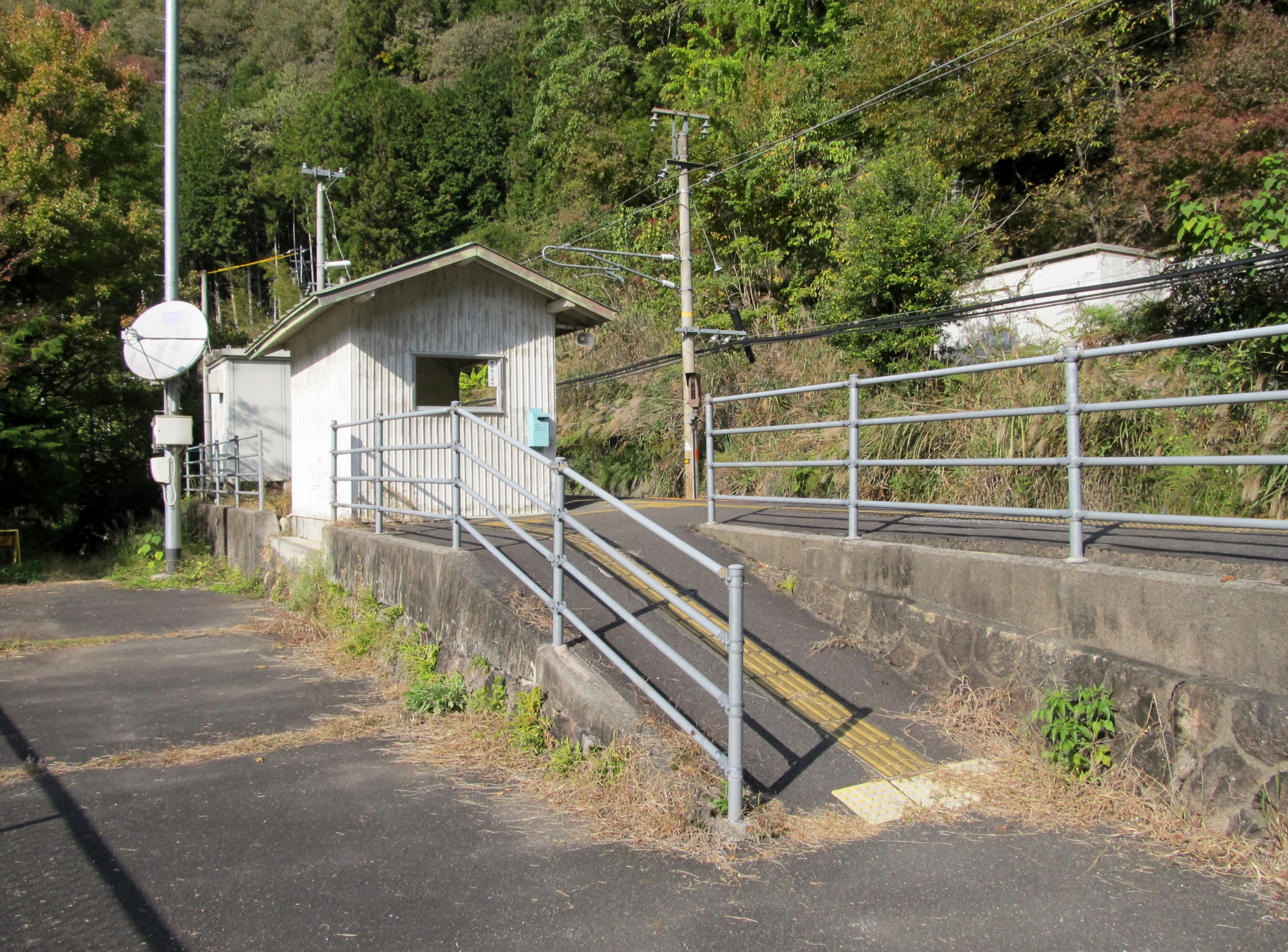
駅出入口（2022年10月）
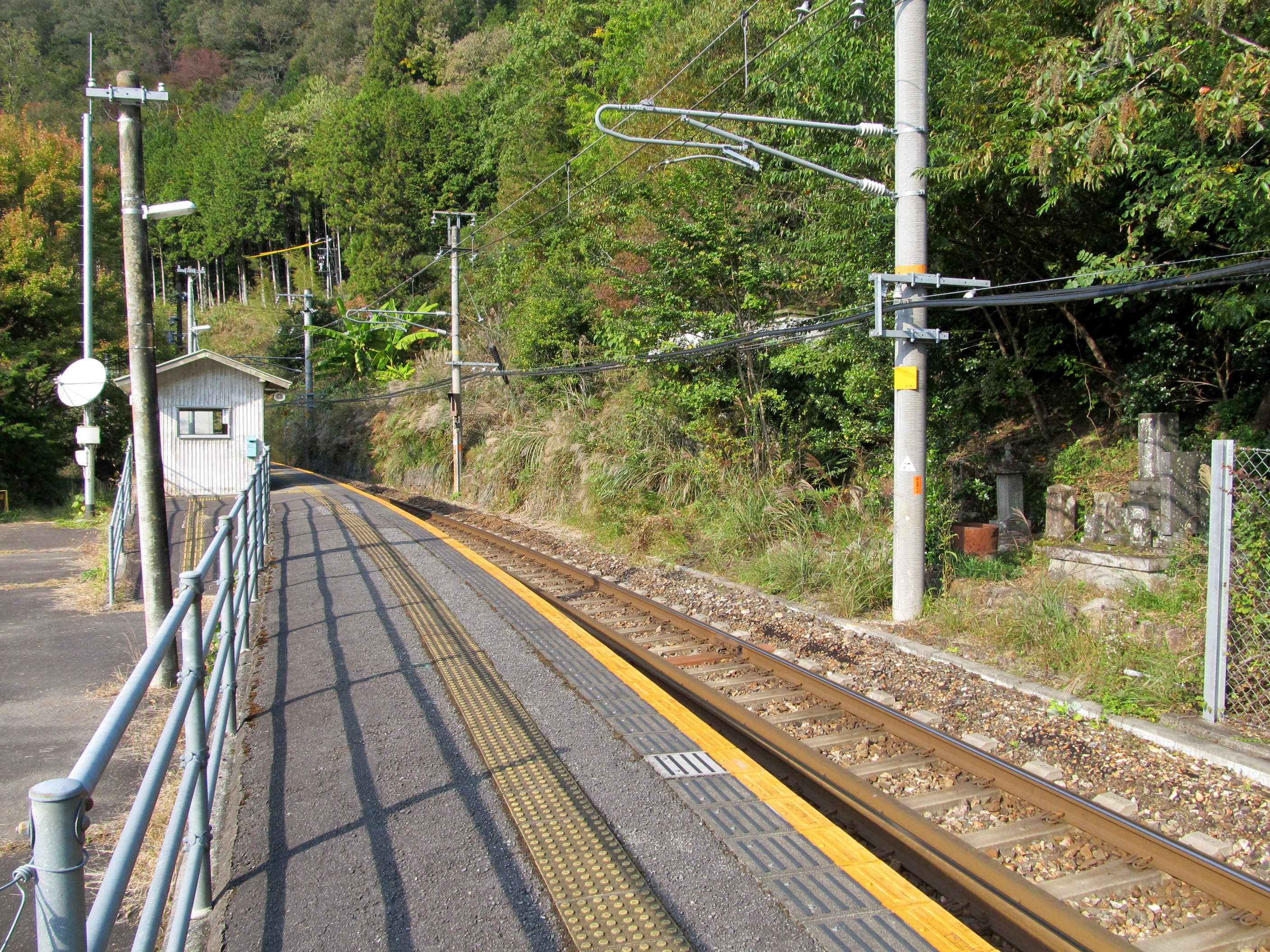
ホーム（2022年10月）

## 利用状況
「長野県統計書」によると、1日平均乗車人員は以下の通り。
- 2007年度 - 8人[1]
- 2009年度 - 2人[1]
- 2010年度 - 6人
- 2011年度 - 8人
- 2012年度 - 4人
- 2013年度 - 5人
- 2014年度 - 4人
- 2015年度 - 10人
- 2016年度 - 4人[4]
- 2017年度 - 2人[5]
- 2018年度 - 2人[6]

## 駅周辺

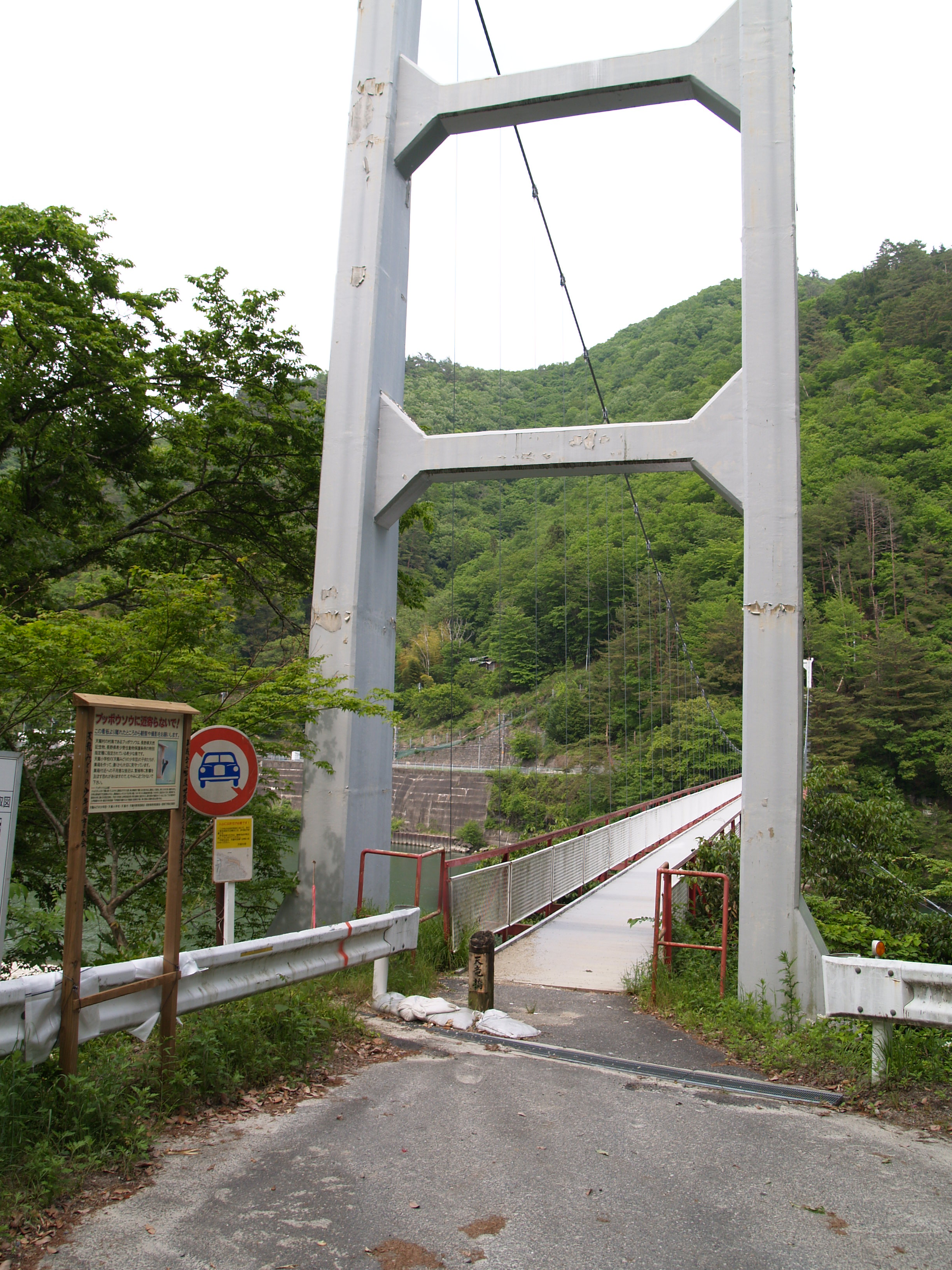
天竜橋。二輪以外の自動車の通行は不可（2010年5月）

戦前は天竜川の川岸に為栗の集落が点在していたが、平岡ダム完成に伴って水没し、人家は周囲に殆ど無い。駅裏にダムによって水没しなかった二軒の人家が存在しているが、いずれも無人家屋である（2015年時点）。
- 天竜川
  - 駅からすぐの場所で流路が大きく湾曲しており、 平岡ダム完成までは舟下りの難所の一つで、川下りの舟の舳先（船首）が激流により、川上の信濃方向に向いてしまいがちになるため「信濃恋し」と呼ばれている[1]。
- 県道430号線（為栗和合線）が当駅から伸びる唯一の道路である[1]。
  - この道路は駅前から天竜川を渡る天竜橋全体までの117mの区間が二輪以外の自動車通行止となっている。橋は車止めが設置されており物理的にも自動車は進入できない。
  - 県道430号線は数百メートルで県道1号線（飯田富山佐久間線）と交差する。交差点には飲食店（2022年時点で閉業）がある他、天竜川に降りることが可能。
  - 県道1号線を越えた場所に和知野川キャンプ場やテニスコート等観光スポーツ施設がある。
  - 駅周辺から先の天竜川沿いは鳥獣保護区（谷京鳥獣保護区）となっている。

## 駅名の由来
戦前にこの辺りに存在していた為栗と呼ばれる集落に由来している。「為」（して）とは、水を意味する「湿」（しと）が変化したもので、「栗」は「刳」（えぐる）に由来する。つまり、「水にえぐられた所」と言う意味である。水とは、眼下を流れる天竜川を指し、「天竜川によってえぐられた所」と言う意味となる。

## 隣の駅
東海旅客鉄道（JR東海）
CD 飯田線
- 臨時急行「飯田線秘境駅号」停車駅

■快速（上りのみ運転）・■普通（一部の列車は通過）
平岡駅 - 為栗駅 - 温田駅
※ 1951年（昭和26年）7月31日まで、平岡駅との間に遠山口駅が存在した。
※ 1943年（昭和18年）7月31日まで、温田駅との間に我科駅が存在した。